# Дуб Бодмера
«Дуб Бодмера» (фр. Le chêne de Bodmer. La route de Chailly) — картина французского художника Клода Моне, созданная в 1865 году в лесу Фонтебло в окрестностях Шайи-ан-Бьер под Парижем. Исследователи признают «Дуб Бодмера» одной из работ Моне, подготовивших его переход к импрессионистской, свободной манере письма и такой этапной его картине, как «Завтрак на траве». С 1964 года полотно находится в коллекции нью-йоркского Метрополитен-музея.

## Создание

### Предыстория

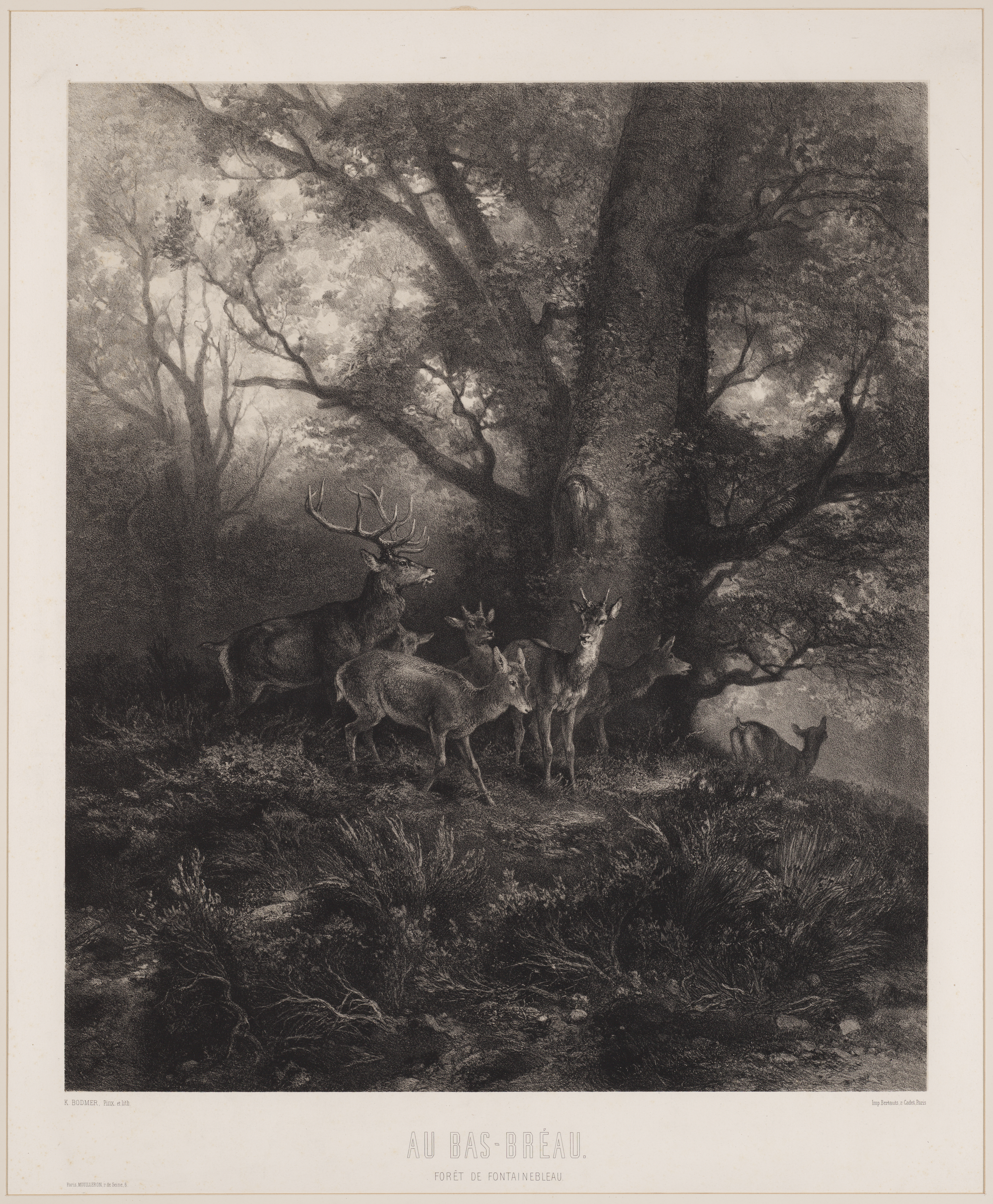
Карл Бодмер. Лес Фонтенбло. 1850

В 1825—1875 годах маленькая деревушка Барбизон, расположенная в лесу Фонтенбло, стала одним из ключевых мест французской живописи. В этом лесу черпали своё вдохновение художники-пейзажисты так называемой барбизонской школы: Теодор Руссо, Камиль Коро, Жан-Франсуа Милле, Шарль-Франсуа Добиньи и другие. Для них лес, где можно было рисовать природу с натуры, стал идеальной мастерской. В их числе был французский художник швейцарского происхождения Шарль Бодмер. На одном из его полотен, представленных на Парижском салоне в 1850 году, был изображён дуб, названный в итоге в его честь. Благодаря этому дерево получило известность и неоднократно изображалось другими живописцами.

### Создание
Клод Моне является одним из основоположников, ярчайших представителей, а также наиболее последовательных сторонников движения импрессионистов, зародившегося во Франции во второй половине XIX века. В 1860 году он был вынужден прервать занятия живописью, так как был зачислен во французскую армию, где проходил службу до 1862 года. После этого он некоторое время учился у Огюста Тульмуша, от которого перешёл в мастерскую Шарля Глейра, известного своими мифологическими и историческими работами в стиле неогрек. Несмотря на академическую манеру письма, Глейр не препятствовал формированию вкусов молодых живописцев. В его студии Моне познакомился с такими художниками, как Огюст Ренуар, Альфред Сислей и Фредерик Базиль. Они были практически сверстниками, придерживались схожих взглядов на искусство и вскоре составили костяк группы импрессионистов.
Осенью 1865 года Моне вместе с Гюставом Курбе и Фредериком Базилем жил и работал в деревне Шайи-ан-Бьер, расположенной южнее Парижа и в двух километрах от Барбизона, который облюбовали пейзажисты. Это было как минимум второе посещение этих мест Моне, где он ранее побывал с Базилем в апреле 1863 года. По словам Джона Ревалда, в 1863 году они отправились туда, чтобы создать несколько этюдов деревьев на природе, «в лесах, славившихся своими огромными дубами и живописными скалами». Базиль уехал раньше и писал в письме родителям, что был в лесу с другом, который «очень силён в пейзаже; он дал мне кое-какие советы, и они очень помогли мне… В некоторых местах лес действительно великолепен». Моне остался в лесу Фонтенбло, вдохновлённый хорошей погодой и своими исканиями в области свободной манеры письма, оттачивая мастерство на пленэре. Его учитель Тульмуш, не одобрявший подобных поисков, призывал вернуться для работы в мастерскую. Однако Моне в ответ возразил: «Я вовсе не бросил её. Я просто нашёл здесь тысячу очаровательных вещей и не смог устоять перед ними».
На протяжении 1863—1866 годов Моне неоднократно возвращался в лес Фонтенбло. Особенно важными для него были посещения 1865—1866 годов — в период создания его знаковой картины «Завтрак на траве», являющейся во многом ответом на получивший скандальную известность «Завтрак на траве» Эдуарда Мане. Исследователи признают «Дуб Бодмера» одной из работ Моне, подготовивших его переход к импрессионистской, свободной манере письма. Проведя несколько месяцев в ожидании Базиля, модели и одного из героев будущего масштабного полотна, Моне создал ряд пейзажных этюдов, варьирующихся от маленьких эскизов до больших набросков. Помимо «Дуба Бодмера», из них особо выделяются те, которые и сам Моне считал значительными среди остальных своих работ: «Дорога на Шайи через лес Фонтенбло» (холст, масло, 97 × 130,5 см; Музей Ордрупгаард), «Дорога на Шайи» (холст, масло, 43 × 59 см; Музей Орсе). Анализируя работы, написанные художником в тот период и в этом регионе, американский историк и искусствовед Джеймс Генри Рубин пришёл к выводу, что «Дуб Бодмера» был создан в начале осени. По его мнению, об этом свидетельствуют сезонные приметы в изображении леса, в частности, опавшие листья.

### Последующие события

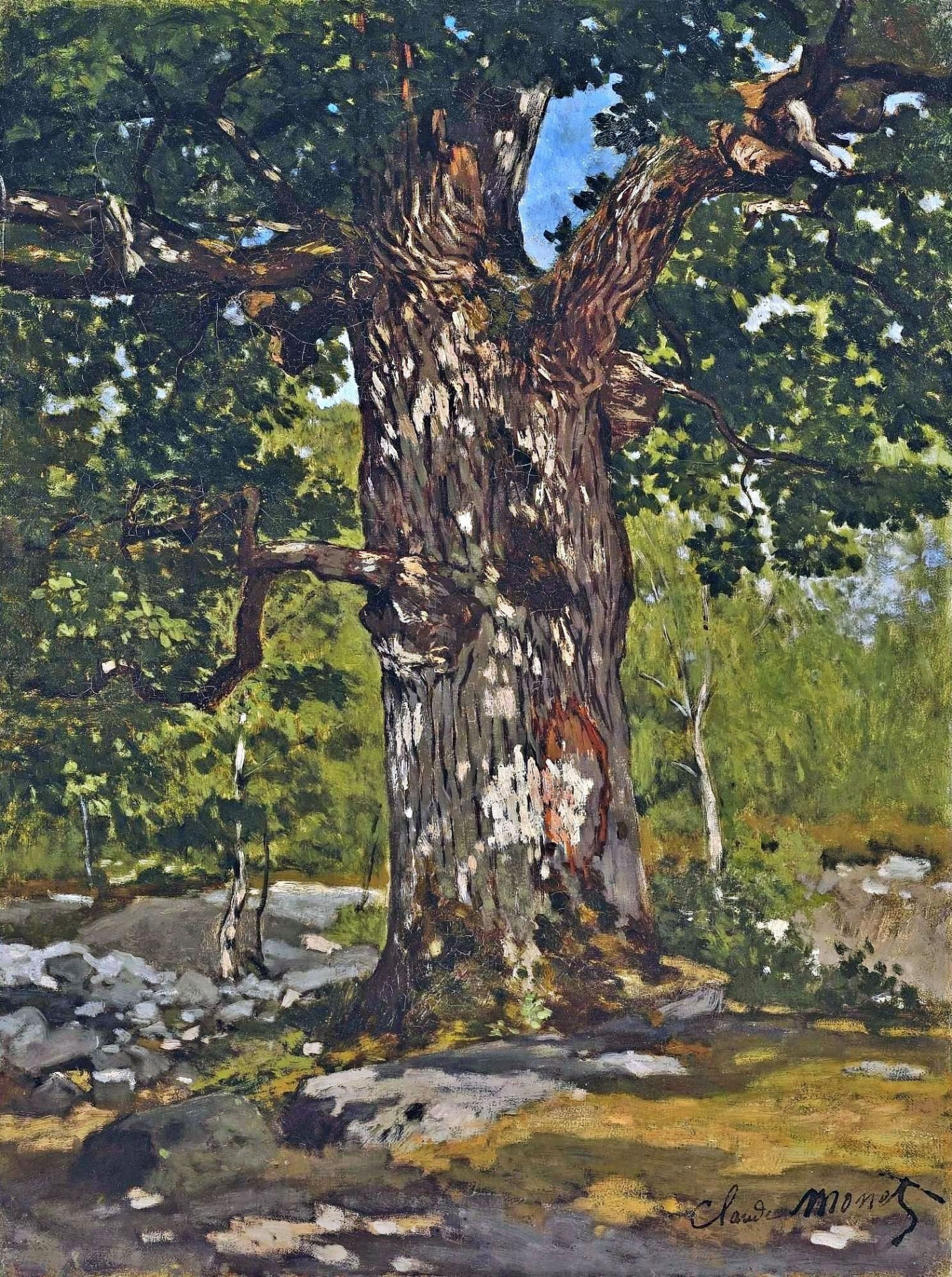
Клод Моне. Дуб в Ба-Брео, Бодмер. 1865

В связи с долгами постоянно нуждавшегося в то время в деньгах Моне, «Дуб Бодмера» был изъят у него в конце 1866 — начале 1867 года. По мнению Арсена Александра, эта работа была среди тех, которым художник намеренно нанёс повреждения, когда ему пришлось покинуть свою мастерскую в 1867 году из-за долгов. Рубин приводил сведения, что Моне лично пробил угол картины, чтобы отбить охоту у хозяина квартиры забрать её за накопившиеся долги по квартирной плате. Искусствовед объяснял это не пренебрежением по отношению к полотну, а, напротив, стремлением сохранить один из подготовительных этапов к такой важной для него картине как «Завтрак на траве».
Известно, что позже Моне смог вернуть «Дуб Бодмера» и продать связанному с импрессионистами маршану Полю Дюран-Рюэлю за 600 франков, что относят к 1872—1873 годам. По мнению Чарльза Меррилла Маунта, это имело место в марте 1873 года. Торговец затем отправил картину в Нью-Йорк, где она в итоге попала в частное собрание. С 1964 года, после того как полотно было передано Сэмом Зальцем в нью-йоркский Метрополитен-музей, оно находится в его коллекции, где экспонируется под названием «The Bodmer Oak, Fontainebleau Forest». Ранее картина была известна под названием «Дорога в Шайи» (Le Pavé à Chailly), что вносило путаницу в идентификацию, так как имеются и другие картины Моне с подобными названиями («Дорога в Шайи через лес Фонтенбло», «Дорога в Шайи»).

## Описание
Картина маслом размером 96,2 × 129,2 см представляет собой осенний пейзаж, на котором выделяется дуб, земля под которым устлана опавшими пожелтевшими листьями. По мнению исследователей, в ней присутствует влияние представителей барбизонской школы, однако она также отмечена оригинальными исканиями Моне. Рубин сравнивал «Дуб Бодмера» с другими полотнами художника, в частности, со «Сборщиками хвороста на опушке леса» (1863), придя к выводу, что автора больше интересовал пейзаж, нежели бытовые сцены, что является показательным для художественной манеры импрессиониста. От работ представителей барбизонской школы картина отличается особенностями наложения красок и «общим настроением», что Рубин выразил следующим образом: «Он использует широкие мазки и жизнерадостную цветовую палитру, на его пейзаже и солнечный свет ярче. В то время как Руссо пытается вызвать у зрителя чувство одиночества, повергнуть его в задумчивость, переходящую в лирическую грусть, Моне создаёт праздничную картину, на которой солнечные лучи, пробиваясь сквозь сень деревьев, образуют мозаику ярких пятен». По оценке теолога Сигурда Бергмана, «Дуб Бодмера» свидетельствует об изменении подхода к природе в период, когда менялось отношение к ней и формировался термин экология. Так, он отмечал, что в этой работе художник заложил «основу для импрессионистского рассмотрения природы как процесса, который запечатлевается у наблюдателя в богатстве внешних связей».